# Premio Dimitrov
El Premio Dimitrov (en búlgaro: Димитровска награда) fue el principal premio a las ciencias, artes o al activismo por la paz entregado en la República Popular de Bulgaria. Su nombre era en honor del líder comunista búlgaro Georgi Dimitrov (1882-1949).
El premio se entregaba a personas o equipos científicos o artísticos distinguidos cuya obra se publicase, exhibiera o completara seis meses antes de la nominación al Premio Dimitrov.
La medalla que recibían los galardonados consistía en una pieza de oro con el rostro de Georgi Dimitrov y una rama de laurel, pendiendo de una cinta roja.
El Premio Dimitrov fue establecido por un decreto del Presidium de la Asamblea Nacional el 23 de mayo de 1949, y comenzó a entregarse en 1950, constando de tres grados. En 1960 un nuevo decreto especificó la formación de dos comités separados para la elección del ganador, uno para Literatura y Artes y otro para Ciencia, Invención y Racionalización; también fueron suprimidos la segunda y tercera clase, quedan un grado único. Hasta 1971 solo podía recibirlo búlgaros, pero en ese año un nuevo decreto permitió premiar extranjeros. También había una categoría de premiados por «su labor socio-política, científica y creativa para la paz, la democracia y el progreso social en el mundo». El Premio Dimitrov se dejó de entregar en 1990.

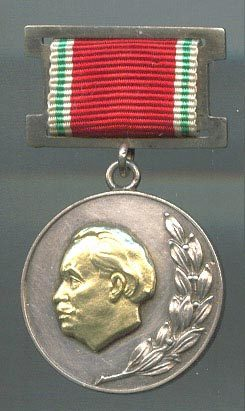
Segunda clase del premio (hasta 1960).
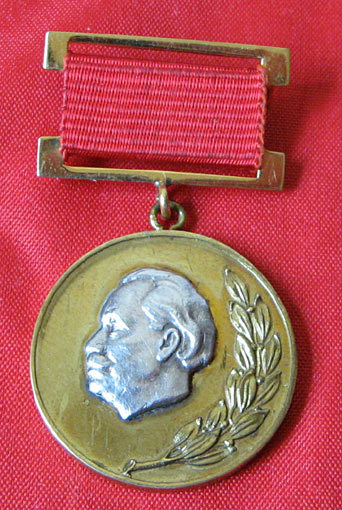
Tercera clase del premio (hasta 1960).